# Station Skagen
Station Skagen is een station in Skagen in de Deense gemeente Frederikshavn. Het is het eindpunt van de lijn Frederikshavn - Skagen.
0,0: Frederikshavn ·
Apholmen ·
Elling ·
6,3: Strandby ·
9,5: Rimmen ·
13,1: Jerup ·
15,6: Napstjært ·
19,8: Aalbæk ·
24,5: Bunken ·
28,0: Hulsig ·
36,3: Højen ·
38,0: Frederikshavnsvej ·
38,8: Skagen